# Орден «За службу Батьківщині» (Білорусь)
Орден «За службу Батьківщині» (біл. За службу Радзіме) — орден, державна нагорода Білорусі, якою нагороджуються військовослужбовці республіки.
Нагорода заснована Постановою Верховної Ради Республіки Білорусь № 3726-XII від 13 квітня 1995 року. На сьогоднішній день ця Постанова замінена Законом Республіки Білорусь від 18 травня 2004 року № 288-З. Присвоюється указом Президента за виняткові досягнення у зміцненні оборони республіки. Єдиний з білоруських орденів, що зберігся з радянської системи нагород.

## Статут
Орден «За службу Батьківщині» має три ступені:
- орден «За службу Батьківщині» I ступеня;
- орден «За службу Батьківщині» II ступеня;
- орден «За службу Батьківщині» III ступеня.

Вищим ступенем ордена «За службу Батьківщині» є I ступінь.
Нагородження проводиться послідовно орденом «За службу Батьківщині» III, II і I ступеня.
Орденом «За службу Батьківщині» нагороджуються військовослужбовці, особи начальницького та рядового складу органів внутрішніх справ, органів фінансових розслідувань Комітету державного контролю Республіки Білорусь, органів та підрозділів з надзвичайних ситуацій:
- за зразкове виконання військового обов'язку, досягнення високої бойової виучки підлеглих з'єднань та військових частин Збройних Сил Республіки Білорусь, інших військ та військових формувань Республіки Білорусь, що створюються відповідно до законодавства Республіки Білорусь;
- за підтримання високої бойової готовності військ, забезпечення обороноздатності Республіки Білорусь;
- за відвагу та самовідданість, проявлені при виконанні військового обов'язку;
- за особливі заслуги у зміцненні державної безпеки, охорони державного кордону та боротьбі зі злочинністю;
- за інші заслуги перед Батьківщиною.

Особи, раніше нагороджені орденом «За службу Батьківщині в Збройних Силах СРСР», представляються до нагородження орденом «За службу Батьківщині» чергового ступеня.
Орден «За службу Батьківщині» носиться на лівій стороні грудей і за наявності інших орденів розташовується в порядку старшинства ступенів після ордена Військової Слави.

## Опис
Орден «За службу Батьківщині» I ступеня являє собою опуклу восьмиконечную зірку. Кінці зірки, виконані у вигляді позолочених променів, що розходяться від центру, чергуються з гладкими кінцями, покритими блакитною емаллю та обмеженими по контуру позолоченим обідком. На гладких кінцях зірки зображені позолочені верхня та нижня частини двох схрещених ракет.
У центральній частині ордена на вінку з дубового листя розташована позолочена п'ятикутна зірочка, обрамлена пояском, у нижній частині якого розташована позолочена лаврова гілка, у верхній частини, покритою білою емаллю, — напис «За службу Радзіме». Обідки паска позолочені. Зірочка та поясок накладені на срібні оксидовані крила і меч.
У ордена «За службу Батьківщині» II ступеня кінці зірки, виконані у вигляді променів, срібні, верхня та нижня частини схрещених ракет, обідки гладких кінців зірки та зірочка в центрі позолочені.
Орден «За службу Батьківщині» III ступеня виготовляється зі срібла без позолоти.
Орден «За службу Батьківщині» I, II, III ступеня виготовляється зі срібла. Розміри ордена між протилежними гладкими кінцями 65 мм, між променистими — 58 мм. Зворотний бік ордена має гладку поверхню, в центрі розташований номер ордена. На зворотному боці ордена є нарізний штифт з гайкою для кріплення ордена до одягу.
Стрічка до ордена муарова блакитного кольору з жовтими поздовжніми смужками посередині: для I ступеня — одна смужка, для II ступеня — дві, для III ступеня — три смужки.

## У культурі

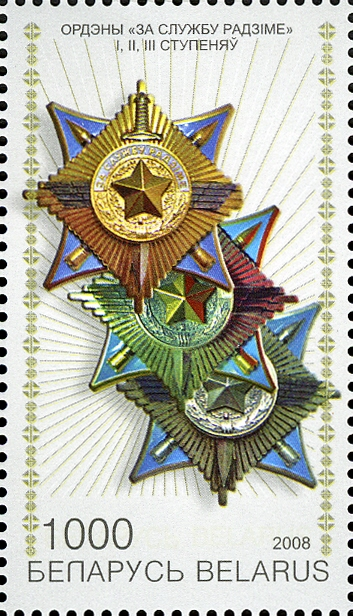
Поштова марка «За службу Батьківщині»

28 серпня 2008 року Белпошта випустила серію поштових марок під назвою «Державні нагороди Республіки Білорусь» номіналом 1000 рублів. На марці № 743 на білому фоні зображено ордени «За службу Батьківщині» І, ІІ, ІІІ ступенів. Дизайнери Іван Лукін та Олег Гайко. Розмір 29,6×52 мм. Тираж 35 тисяч марок.